# Olof Mörck
Olof Mörck es un guitarrista sueco, conocido por formar parte de la banda de death metal melódico Nightrage, por ser el guitarrista de la banda de power metal Dragonland y por ser uno de los fundadores del grupo Amaranthe. Además de Marios, Olof es el único miembro que ha durado más tiempo en Nightrage. Recientemente Mörck contribuyó con algunos solos de guitarra para el álbum The Isolation Game de la banda italiana de death melódico Disarmonia Mundi.

## Equipo/Patrocinadores
Caparison (autografiado) de 27 trastes, Caparison Dellinger personalizado con 81 EMG y 85 pastillas, Horus Caparison "Nube Nevada" con 27 trastes, amp: Randall V2, RS412XLT gabinete Randall XL, correas Elixir y Di Marzio, sintonizador Korg DT-10, cables Providencia S-102, BBE Green screamer overdrive, cuerdas Elixir (0,11-0,68), plumillas Dunlop y Caparison (1.00 mm).

## Discografía

### ConDragonland
- Storming Across Heaven Demo (2000)
- The Battle of the Ivory Plains (2001)
- Holy War (2002)
- Starfall (2004)
- Astronomy (2006)
- Under The Grey Banner (2010)

### ConNightrage
- A New Disease Is Born (2007)
- Wearing A Martyr's Crown (2009)

### ConDisarmonia Mundi
- The Isolation Game

### ConAmaranthe
- Amaranthe (2011)
- The Nexus (2013)
- Massive Addictive (2014)
- Maximalism (2016)
- Helix (2018)
- Manifest (2020)